# Ruta Nacional 135 (Argentina)
La Ruta Nacional 135 es una carretera argentina, que se encuentra en el departamento Colón, en el centro-este de la provincia de Entre Ríos. En su recorrido de 14,6 kilómetros asfaltados une el kilómetro 151 de la Ruta Nacional 14 y el Puente General Artigas sobre el río Uruguay que conduce a la ciudad uruguaya de Paysandú.
En el km 7,8 se encuentra el acceso a la ciudad de Colón. Más adelante, en el km 11,6 se encuentra el puesto aduanero y finalmente en el km 12,9 comienza el viaducto que conduce al puente.
El peaje por el uso del puente y el control de migraciones y aduana se realiza exclusivamente del lado uruguayo.

## Servicios

### Estaciones de Servicio
- (kilómetro 0)[1]
- (km 11,5)[2]

## Gestión
En 1990 se concesionaron con cobro de peaje las rutas más transitadas del país, dividiéndose éstas en Corredores Viales.
De esta manera esta ruta es parte del Corredor Vial 18 siendo la empresa ganadora de la licitación Caminos del Río Uruguay (Crusa). No hay cabinas de peaje en esta ruta.
En 1996 se amplió la concesión a 28 años con la condición que la empresa concesionaria construya una autovía entre el Complejo Unión Nacional y Gualeguaychú. El tramo entre el Puente General Justo José de Urquiza y Ceibas (que corresponde a la Ruta Nacional 12) se completó el 12 de octubre de 1999. Debido a la devaluación en 2002, se paralizaron las obras en el tramo Ceibas - Gualeguaychú. Tras ocho años en noviembre de 2007, después que el entonces presidente Néstor Kirchner, allá por noviembre de 2007, firmara el acta de inicio del tramo Ceibas-Gualeguaychú, la construcción del tramo del sur entrerriano cobró renovado impulso, se cosntruyeron los puentes sobre los arroyos “Ñancay” y “El Sauce”, la segunda calzada entre el Distribuidor de Ceibas (intersección de ruta Nacional Nº14 y Ruta Nacional Nº12) y la ciudad de Gualeguaychú, involucrando aproximadamente 55 kilómetros.